# Pavel Chekov
Pavel Andreievich Chekov (Павел Андреевич Чеков, em cirílico) é um personagem principal da telessérie americana de ficção científica Star Trek e dos seis primeiros longa-metragens de Star Trek para o cinema, interpretado pelo ator Walter Koenig. De origem russa, o personagem aparece na segunda temporada da série e atua como oficial de navegação, com a patente de Alferes da Frota Estelar. Sua promoção a 1º Tenente no longa-metragem Star Trek: The Motion Picture transfere-o para o posto de oficial tático a bordo da nave estelar USS Enterprise. Em Star Trek II: The Wrath of Khan, já havia sido transferido para nave USS Reliant, com a patente de Capitão-de-Fragata (Commander, em inglês) e o posto de imediato. A partir do filme Star Trek V: The Final Frontier, Chekov serve como oficial de navegação a bordo da nave Enterprise-A. Em Star Trek Generations aparece na equipe convidada para o voo inaugural da USS Enterprise (NCC-1701-B) ao lado do capitão James T. Kirk que comandou três naves USS Enterprise: USS Enterprise (NCC-1701),USS Enterprise (NCC1701-A) e USS Enterprise (NCC-1701-B).
No continuidade alternativa iniciada pelo filme Star Trek, de 2009, Chekov é interpretado pelo ator eslavo-americano Anton Yelchin. No primeiro filme, Chekov é um jovem prodígio da Academia da Frota Estelar que é escalado para a equipe da recém-lançada Enterprise. A continuação Star Trek Into Darkness (2013) vê Chekov movido da navegação para a engenharia devido à remoção temporária de Montgomery Scott. Star Trek Beyond (2016) foi o último filme com Yelchin como Chekov, que faleceu antes da estreia.

## Composição do personagem
Chekov foi introduzido na segunda temporada, porque o produtor executivo da série, Gene Roddenberry, queria um personagem com apelo juvenil. A escolha de um personagem russo para compor a tripulação multirracial, no auge da Guerra Fria, foi uma forma de mostrar o progresso político que haveria no século XXIII.
A caracterização de Anton Yelchin reteve o peculiar sotaque de Koenig como Chekov, mesmo que Anton Yelchin alegasse que as letras trocadas ("V" por "W") falando inglês fossem mais comuns na Polônia que na Rússia.